# Ger (Pyrénées-Atlantiques)
Ger település Franciaországban, Pyrénées-Atlantiques megyében. Lakosainak száma 2118 fő (2022. január 1.). Ger Azereix, Gardères, Ibos, Luquet, Oroix, Ossun, Aast, Ponson-Dessus és Pontacq községekkel határos.

## Népesség
A település népességének változása:
| Lakosok száma | 1908 | 1890 | 1936 | 1899 | 1934 | 1969 | 2004 | 2066 | 2118 |
|               | 2013 | 2015 | 2016 | 2017 | 2018 | 2019 | 2020 | 2021 | 2022 |